# VICE
VICE, vilket är en förkortning för VersatIle Commodore Emulator, är en emulator som emulerar Commodores 8-bitarsdatorer, det vill säga Commodore VIC-20, Commodore 64, Commodore 128, Commodore PLUS 4, CBM-II och alla Commodore PET-modeller. VICE fungerar på värdmaskiner med operativsystemen Unix, MS-DOS, Win32, Mac OS, OS/2, RISC OS, QNX, BeOS och GP2X. VICE är fri programvara och är släppt under GNU General Public License.